# Gran Premio Polla de Potrancas (Argentina)
El Gran Premio Polla de Potrancas es una carrera de caballos de raza Pura Sangre de Carrera perteneciente al Grupo I de la escala internacional y forma parte del proceso selectivo de cada generación.
Constituye el primer eslabón de la Triple Corona argentina y de la Cuádruple Corona argentina.
Está reservada para potrancas de 3 años de edad y se disputa en el mes de septiembre sobre la distancia de 1600 m en la pista de arena del Hipódromo de Palermo.

## Últimas ganadoras del Gran Premio Polla de Potrancas[2][3]
| Año  | Ganadora         | País | Jockey                  | País | Padre              | País | Madre            | País | Criador                     | Caballeriza           | Chaquetilla        |
| ---- | ---------------- | ---- | ----------------------- | ---- | ------------------ | ---- | ---------------- | ---- | --------------------------- | --------------------- | ------------------ |
| 2024 | Pulp Fiction     |      | Martín Valle            |      | Daddy Long Legs    |      | Pulposa Holiday  |      | Inversiones Elturf S.A.     | Parque Patricios      |                    |
| 2023 | Madonna Benois   |      | Francisco Gonçalves     |      | Angiolo            |      | Marlotte         |      | Haras El Paraíso            | Tres Jotas            |                    |
| 2022 | Una Arrabalera   |      | Francisco Gonçalves     |      | Cima De Triomphe   |      | Lucinda Halo     |      | Haras Renacer               | Tinta Roja            |                    |
| 2021 | Carta Embrujada  |      | Juan Carlos Noriega     |      | Storm Embrujado    |      | Carta Ganadora   |      | Haras La Leyenda de Areco   | La Leyenda            | Horse racing silks |
| 2020 | Scotish Star     |      | Altair Domingos         |      | Key Deputy         |      | Scarlatt         |      | Haras La Providencia        | La Providencia        | Horse racing silks |
| 2019 | Joy Canela       |      | Eduardo Ortega Pavón    |      | Fortify            |      | Stormy Catlike   |      | Haras La Biznaga            | Puey                  | Horse racing silks |
| 2018 | Summer Love      |      | Juan Carlos Noriega     |      | Freud              |      | Summer Spirit    |      | Haras La Leyenda de Areco   | La Leyenda            | Horse racing silks |
| 2017 | Atómica Oro      |      | Fabricio Barroso        |      | Orpen              |      | Stormy Atorranta |      | Haras La Biznaga            | La Biznaga            | Horse racing silks |
| 2016 | Hispanidad       |      | José Aparecido da Silva |      | Pure Prize         |      | Historia         |      | Haras La Providencia        | La Providencia        | Horse racing silks |
| 2015 | Amy B Key        |      | Rodrigo Blanco          |      | Key Deputy         |      | Tatiana Cat      |      | Haras El Alfalfar           | Clara Manuel          | Horse racing silks |
| 2014 | Kalithea         |      | Jorge Ruiz Díaz         |      | Exchange Rate      |      | Katherine's Halo |      | Haras Santa Inés            | Santa Inés            | Horse racing silks |
| 2013 | Querida Rebeca   |      | Jorge Ruiz Díaz         |      | Exchange Rate      |      | My Palestina     |      | Haras Santa Inés            | Santa Inés            | Horse racing silks |
| 2012 | Candy Nevada     |      | Altair Domingos         |      | Pure Prize         |      | Candy Sola       |      | Haras La Providencia        | La Providencia        | Horse racing silks |
| 2011 | Balada Sale      |      | Pablo Falero            |      | Not For Sale       |      | La Balada        |      | Haras Vacación              | Vacación              | Horse racing silks |
| 2010 | Catch The Mad    |      | Edwin Talaverano        |      | Catcher In The Rye |      | Crazy Wells      |      | Haras Firmamento            | Firmamento            | Horse racing silks |
| 2009 | La Severa        |      | Gustavo Calvente        |      | Thunder Gulch      |      | Firm Reality     |      | Haras de la Pomme           | La Pomme              | Horse racing silks |
| 2008 | Savoir Bien      |      | Pablo Falero            |      | Bernstein          |      | Savilla          |      | Haras Santa María de Araras | Santa María de Araras | Horse racing silks |
| 2007 | Mariah Plus      |      | Pablo Falero            |      | Alpha Plus         |      | Mary's Luck      |      | Haras Abolengo              | Woodvale Farm         | Horse racing silks |
| 2006 | Emotion Parade   |      | Edwin Talaverano        |      | Parade Marshal     |      | Cronaxia         |      | Haras Firmamento            | Firmamento            | Horse racing silks |
| 2005 | Vanguarda        |      | Horacio Betansos        |      | Sekari             |      | Vannieres        |      | Haras Santa María de Araras | 1912                  | Horse racing silks |
| 2004 | Forty Marchanta  |      | Jorge Valdivieso        |      | Roar               |      | Marcha Toss      |      | Haras La Biznaga            | La Biznaga            | Horse racing silks |
| 2003 | Salt Champ       |      | Pablo Falero            |      | Salt Lake          |      | Wandel           |      | Álvaro Vargas Lerena        | EVG                   | Horse racing silks |
| 2002 | Miss Terrible    |      | Edgardo Gramática       |      | Numerous           |      | Teidi            |      | Haras Firmamento            | Firmamento            | Horse racing silks |
| 2001 | Kiss Me Sweet    |      | Jorge Valdivieso        |      | Lode               |      | Kiss Me Tender   |      | Haras Santa María de Araras | Santa María de Araras | Horse racing silks |
| 2000 | Guernika         |      | Jacinto Herrera         |      | Luhuk              |      | Gouache          |      | Haras La Quebrada           | La Quebrada           | Horse racing silks |
| 1999 | Pomarola Talk    |      | Jorge Valdivieso        |      | Confidential Talk  |      | Pancake Toss     |      | Haras La Biznaga            | La Biznaga            | Horse racing silks |
| 1998 | Nortak           |      | Miguel Abregú           |      | Fitzcarraldo       |      | Cephei           |      | Haras Comalal               | Orilla del Monte      | Horse racing silks |
| 1997 | Croassant        |      | Pablo Falero            |      | Confidential Talk  |      | Crevette         |      | Haras Vacación              | Vacación              | Horse racing silks |
| 1996 | Southern Spring  |      | Juan José Paulé         |      | Southern Halo      |      | Spring Light     |      | Haras Las Matildes          | Matty                 | Horse racing silks |
| 1995 | Escabiosa        |      | Horacio Karamanos       |      | Payant             |      | Elegia           |      | Haras Las Ortigas           | Rosuer                | Horse racing silks |
| 1994 | Star and Stripes |      | Yolanda Dávila          |      | Parade Marshal     |      | Love for Sale    |      | Haras El Candil             | Dulcinea              | Horse racing silks |
| 1993 | La Costa Azul    |      | Jacinto Herrera         |      | Southern Halo      |      | Riviere          |      | Haras La Quebrada           | La Quebrada           | Horse racing silks |
| 1992 | Numeraria        |      | Jacinto Herrera         |      | Southern Halo      |      | Numismática      |      | Haras La Quebrada           | La Quebrada           | Horse racing silks |
| 1991 | Fontemar         |      | Jacinto Herrera         |      | Babor              |      | Fontana          |      | Haras La Quebrada           | La Quebrada           | Horse racing silks |
| 1990 | Luna Rose        |      | Edgardo Gramática       |      | Ahmad              |      | Tropical Rose    |      | Haras La Madrugada          | Tori                  | Horse racing silks |